# Highland Park (Texas)
Highland Park is een plaats (town) in de Amerikaanse staat Texas, en valt bestuurlijk gezien onder Dallas County.

## Demografie
Bij de volkstelling in 2000 werd het aantal inwoners vastgesteld op 8842.
In 2006 is het aantal inwoners door het United States Census Bureau geschat op 9035, een stijging van 193 (2,2%).

## Geografie
Volgens het United States Census Bureau beslaat de plaats een oppervlakte van
5,8 km², geheel bestaande uit land.

## Geboren
- Angie Harmon (1972), actrice en model
- Froy Gutierrez (1998), acteur en zanger

## Plaatsen in de nabije omgeving
De onderstaande figuur toont nabijgelegen plaatsen in een straal van 16 km rond Highland Park.